# Cour de Justice de la République
Het Cour de Justice de la République (CJR) ("Hof van Justitie van de Republiek") is een Franse rechtbank die zaken van ministerieel wangedrag berecht. Het Hof is alleen bevoegd om zich uit te spreken over strafbare feiten begaan door ministers bij de uitoefening van hun functie. Het werd opgericht onder president François Mitterrand in 1993. Voordien genoten de ministers in Frankrijk een zekere mate van gerechtelijke immuniteit. 

## Uitspraken
- In 1999 deed het CJR uitspraak in de Besmetbloedzaak. Voormalig premier Laurent Fabius en voormalig minister van Sociale Zaken Georgina Dufoix gingen vrijuit, terwijl voormalig minister van Volksgezondheid Edmond Hervé schuldig werd bevonden zonder evenwel een straf te krijgen.
- In 2000 werd Ségolène Royal vrijgesproken van laster.
- In juli 2004 kreeg voormalig minister van Handicaps Michel Gillibert een voorwaardelijke gevangenisstraf van drie jaar wegens fraude.
- In april 2011 kreeg voormalig minister van Binnenlandse Zaken Charles Pasqua een jaar voorwaardelijke gevangenisstraf wegens fraude voor zijn aandeel in de Sofremi-affaire.
- Op 19 december 2016 werd voormalig minister van Financiën Christine Lagarde veroordeeld voor schuldig verzuim, doch ze kreeg geen straf.